# Berguv Småland
Berguv Småland är ett projekt som arbetar för en förstärkning av uvstammen i Småland. 
Berguv Småland fick första avelsparet 1981 och de första ungarna släpptes 1983. Uvprojektet inom Emådalens Naturskyddsförening startade 1987 och ingår i Berguv Småland. Vid starten fanns ett avelspar i en voljär (flygbur). Nu omfattar verksamheten tre avelspar i lika många voljärer. Sedan starten har föreningen släppt 53 ungfåglar från de tre voljärerna.
Berguv finns i alla tre smålandslänen. Det har noterats att smålandsuvarna har kontakt med artfränderna i grannlänen, vilket är av största betydelse för att ånyo få en livskraftig uvstam. År 1994 konstaterades arton vilda häckningar i Småland.